# Nassarius delosi
Nassarius delosi is een slakkensoort uit de familie van de Nassariidae. De wetenschappelijke naam van de soort is voor het eerst geldig gepubliceerd in 1946 door Woodring.